# Elapsoidea boulengeri
Espèce
Synonymes
- Elapsoidea semiannulata boulengeri Boettger, 1895

Elapsoidea boulengeri est une espèce de serpents de la famille des Elapidae. 

## Répartition
Cette espèce se rencontre en Tanzanie, au Mozambique, au Malawi, en Zambie, au Zimbabwe, au Botswana, en Namibie, en Angola et dans la province du Cap-du-Nord en Afrique du Sud.

## Description
L'holotype de Elapsoidea boulengeri mesure 170 mm dont 14 mm pour la queue. C'est un serpent venimeux.

## Étymologie
Cette espèce est nommée en l'honneur de George Albert Boulenger.

## Publication originale
- Boettger, 1895 : Zwei neue Reptilien vom Zambesi. Zoologische Anzeiger, vol. 18, p. 62-63 (texte intégral).